# 中国铁路21型客车
21型客车是中国铁路自行设计生产第一代主型铁路客车。

## 概况

### 車輛簡介

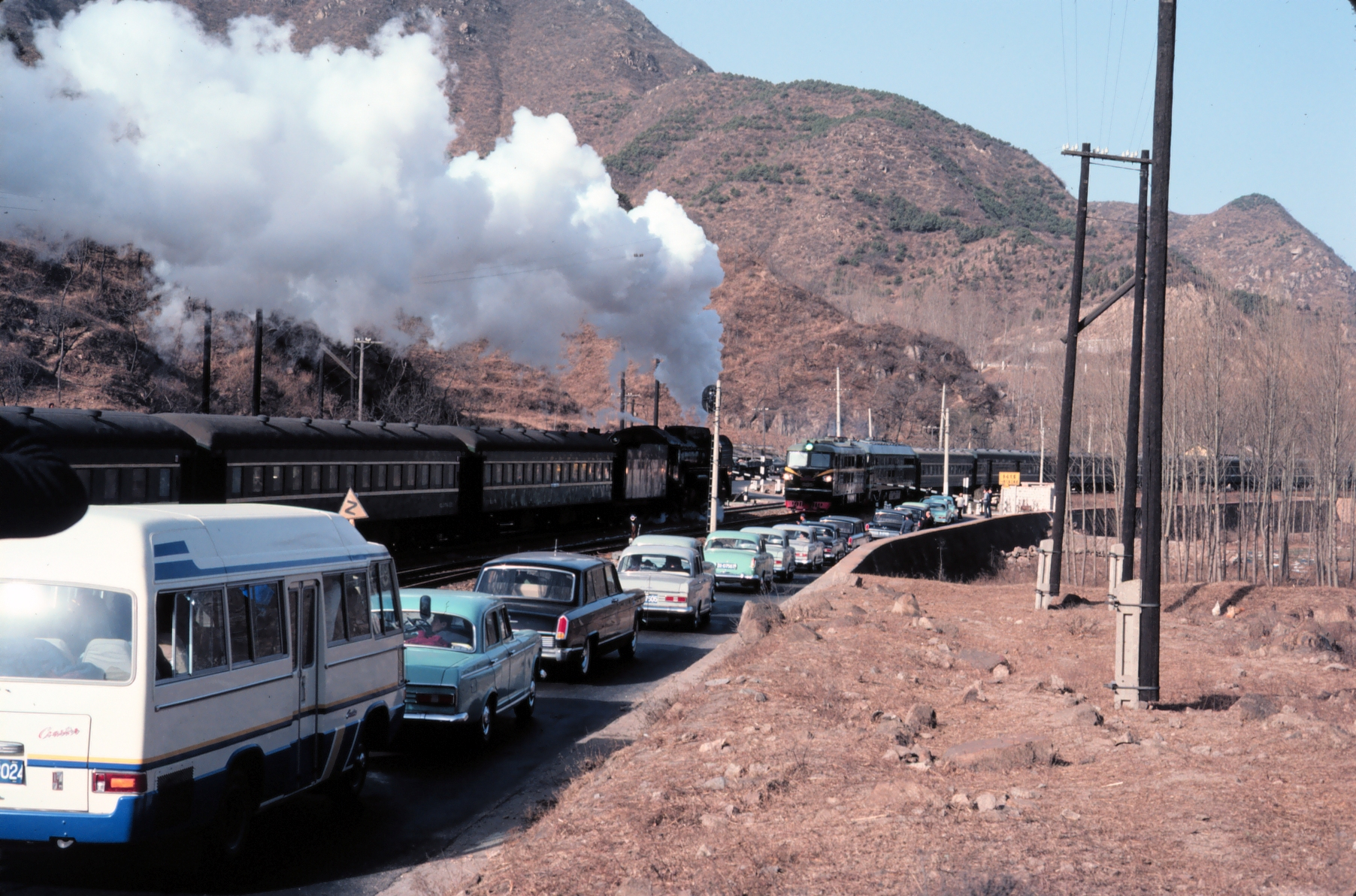
1979年在京包铁路上运行的21型客车（左）

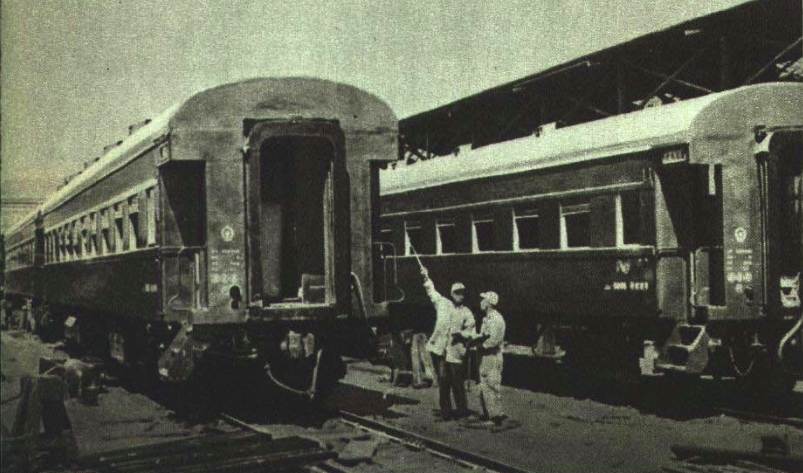
1953年四方厂内新造的21型客车

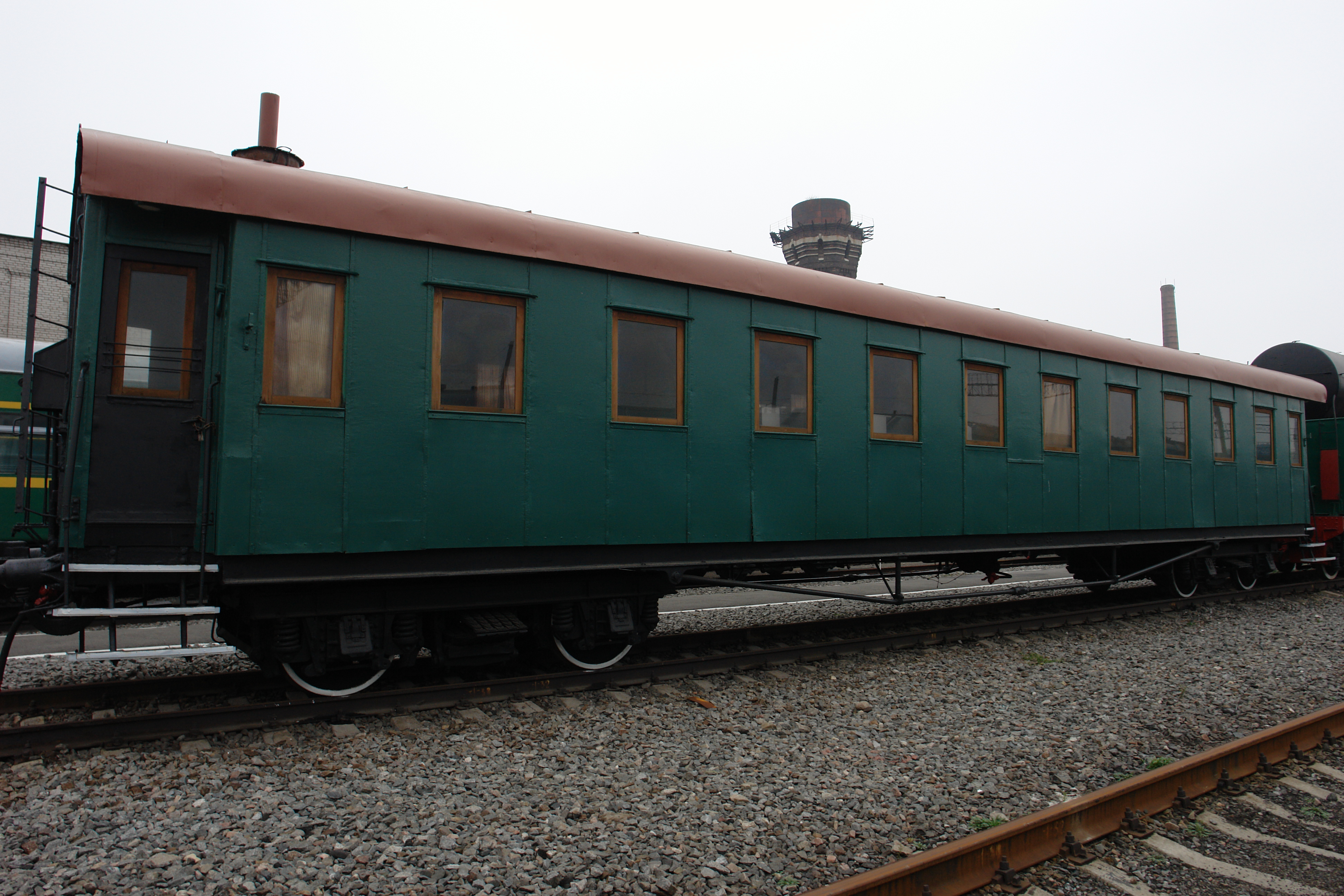
21型参照的苏联铁路客车

21型客车于1952年设计，1953年开始生产:312，至1961年停止生产。21型客车根据不同用途主要有YZ21型硬座车、YW21型硬卧车、RW21型软卧车、CA21型餐车、UZ21型邮政车、XL21型行李车等车种，此外，还有某些特别用途的类型。21型客车设计参照苏联1950型客车和日军侵占时期制造的1型客车，缺点是经济指标和舒适性较差。21型客车后来被22型客车替代。
21型客车车长21.97m，车宽3.00m，有中梁碳素钢铆接焊接组合结构车体，车底架上无金属地板，作用于车内地板面上的载荷主要依靠底架各梁传递，走行部为均衡梁导框式转向架，采用101型C轴转向架。构造速度80～100km/h。车厢取暖方式采用大气压式蒸汽取暖。1954年至1959年期间，由青岛四方、大连、唐山、株洲、沈阳和 南京浦镇、西安等车辆工厂先后对21型客车进行改进。
21型客车至1961年停止生产時，产量3110辆。其中四方机车车辆厂到1960年，共生产各种21型客车1644辆，其中YZ21型硬座车722辆；YW21型硬卧车613辆；CA21型餐车75辆；XL21型行李车70辆；UZ21型邮政车164辆。

### 衍生車型
YZ21型硬座车最初是1953年由大连机车车辆厂设计制造，原设计每排2+2座位布局，定员88人。青岛四方机车车辆厂于1954～1958年进行改进。1955年改为每排2+3座位布局，定员108人，自重45～48吨。1956年改敞开式通过台为密闭式，加装折棚门和翻板。1957年车体改为焊接结构，侧墙带压筋，车自重降至43/39t。　
YW21型硬卧车1953年由四方机车车辆厂设计制造，有9个开敞式隔间，每隔间有两组三层卧铺，定员54人，自重49吨，1958年停产。
RW21型软卧客车1959年由南京浦镇车辆厂设计制造，双层卧铺包间布局，定员28人，采用102型转向架，自重40吨。　
CA21型餐车1954年由四方机车车辆厂试制生产，车两端均无通过台，定员48人，采用103型D轴转向架，自重54吨。　
XL21型行李车1955年由四方机车车辆厂设计制造。车体两侧各开1个行李门，2个半密闭式通过台，采用101型转向架，自重47吨，1958年改为密闭式通过台，采用103型转向架。